# Kanae Minato
Kanae Minato (湊 かなえ, Minato Kanae) (Hiroshima, 1973) é uma roteirista e escritora japonesa de ficção policial e thrillers. Ela é uma ganhadora do prêmio Alex Awards de 2015. Seu primeiro romance Kokuhaku (Confissões) já vendeu mais de três milhões de cópias no Japão, onde ganhou vários prêmios literários e foi adaptado para um filme indicado ao Oscar: Kokuhaku.

## Biografia
Ela começou a escrever aos trinta anos. Na juventude, ela era uma ávida fã de romances de mistério de Edogawa Ranpo, Maurice Leblanc, Agatha Christie, Keigo Higashino, Miyuki Miyabe e Yukito Ayatsuji.
O Wall Street Journal selecionou o livro Kokuhaku (Confissões) como um dos 10 melhores livros de mistério de 2014.

## Prêmios
Recebeu o 29º Prêmio para Novos Escritores de Ficção Policial com o primeiro capítulo de Confissões (2018), livro que, em 2008, ficou em primeiro lugar no Prêmio Bunshun de 10 melhores Ficções Policiais. Em 2009, ganhou também o Prêmio dos Livreiros Japoneses. Entre outros prêmios, destaca-se, ainda, a indicação de Penitência (2019) para o Prêmio Edgar Allan Poe de Melhor Romance Original em 2018. Assim como Confissões, Entrelaçadas também foi adaptado para o cinema no Japão.

## Obras
- Kokuhaku (告白) (2008) (inglês: Confessions) no Brasil: Confissões (Gutenberg, 2019) ISBN 9788582355732 / em Portugal: Confissões (Suma de Letras, 2016) ISBN 9789896651060
- Shōjo (少女) (2009)
- Shokuzai (贖罪) (2009) (inglês: Penance) no Brasil: Penitência (Gutenberg, 2019) ISBN 9788582356074
- Enu no Tame ni (Nのために) (2010)
- Yakō Kanransha (夜行観覧車) (2010)
- Hana no Kusari (花の鎖) (2011) no Brasil: Entrelaçadas (Gutenberg, 2021) ISBN 9786586553253
- Kyōgū (境遇) (2011)
- Shirayukihime Satsujin Jiken (白ゆき姫殺人事件) (2012)
- Bosei (母性) (2012)
- Kōkō Nyūshi (高校入試) (2013)
- Mame no Ue de Nemuru (豆の上で眠る) (2014)
- Yama Onna Nikki (山女日記) (2014)
- Monogatari no Owari (物語のおわり) (2014)
- Zesshō (絶唱) (2015)
- Reverse (リバース) (2015)
- Utopia (ユートピア) (2015)
- Mirai (未来) (2018)
- Broadcast (ブロードキャスト) (2018)
- Rakujitsu (落日) (2019)
- Kakera (カケラ) (2020)